# Yakima
 Ovo je glavno značenje pojma Yakima. Za druga značenja pogledajte Yakima (razdvojba).
Yakima (Waptailmim, Yakama), pleme Shahaptian Indijanaca s donjeg toka rijeke Yakima u Washingtonu, danas naseljeni na rezervatu Yakima. 

## Ime
Ime Yakima domorodački je oblik koji prema jednoj teoriji znači "runaway," a temelji se na jednoj legendi o kćerki jednog poglavice koja je pobjegla od kuće i nastanila se na rijeci Yakima. Riječ Yakima u toj legendi znači 'bjegunac'. Prema drugoj teoriji nastaje od riječi "yah-kah" (black bear) i pluralnog nastavka "ma." Pleme Yakima godine 1994. promijenilo je svoje ime iz Yakima u Yakama. 
osim ova dva naziva Yakime su nazivani i Cuts-sáh-nem, kako ih 1805. naziva Clark, a članovi ekspedicije Lewisa i Clarka nazivali su ih i Shanwappoms.
Sami sebe, navodi Swanton, oni su prema lokaciji nazivali s još dva imena:  'Pa` kiut`lema' , u značenju "people of the gap," i  'Waptai'lmin'  "people of the narrow river."

## Bande
Osnovna podjela Yakima je na Upper Yakima Ili Kittitas ili Pshwanwapam) i Lower Yakima, Yakima vlastiti ili Mámachatpam.
- Átanum-lema ili Atanumlema, na Atanum Creek.
- Nakchi'sh-hlama, na rijeci Naches.
- Pisko, oko ušća Toppenish Creeka.
- Se'tas-lema, na Satus Creeku.
- Si'-hlama, na rijeci Yakima blizu ušća Toppenish Creeka.
- Si'la-hlama, na rijeci Yakima između Wenas i Umtanum Creeka.
- Si'mkoe-hlama, na Simcoe Creeku.
- Tkai'waichash-hlama, na Cowiche Creeku.
- Topinish, na Toppenish Creek.
- Waptailmin, područje Union Gapa.

## Povijest
Ovo značajno Shahaptiansko pleme koje je živjelo na obje obale Columbie i uz krajeve uz rijeke Yakima (nekada Tapteal) i Wenatchee na Platou, prvi puta susreću 1806. članovi ekspedicije Lewisa i Clarka. Oni ih nazivaju Cutsahnim, možda prema poglavici, i procjenjuju populaciju na oko 1,200. Ne zadugo, već 1855 SAD s njima i drugih 13 plemena čine ugovor po kojemu svoje zemlje od planina Cascade pa do rijeka Palouse i Snake i prema jezeru Chelan, moraju prepustiti u korist bijelaca, a oni otići na rezervat Yakima. Svih 14 plemena pod vrhovnim su vodstvom poglavice Kamaiakan. Prije nego što je ugovor ratificiran planuo je Rat Yakima koji će potrajati do 1858. ali mjestimice i do 1859. a Paloosi i još neka plemena nisu priznale ugovor niti otišle na rezervat. U konačnoj bitci kod Četiri jezera (Battle of Four Lakes) blizu grada Spokane Indijanci su poraženi. Kamaiakan je uspio pobjeći u Kanadu a druga 24 poglavice su ulovljeni i obješeni ili ubijeni metkom. Nakon ovoga 14 plemena smješteno je na rezervat na kojemu i danas žive kao Confederated Tribes and Bands of the Yakama Nation, to su: Palouse, Pisquose (Pisquouse), Yakima (Yakama), Wenatchee (Wenatshapam), Klinquit, Ochechote (Oche Chotes, Ochechotes, Oche-chotes; banda Tenino Indijanaca), Kowasayee (Kow way saye ee, Kow-was-say-ee; banda Tenino Indijanaca), Skinpah (Sk'in-pah, Skin-pah; banda Tenino Indijanaca),  Camiltpaw (Kah-miltpah, Kah-milt-pay, Kah-milt-pah; banda Wenatchee Indijanaca), Klickitat, Wish ham (Wishram), Siapkat (See ap Cat, Se-ap-cat; banda Wenatchee Indijanaca), Liaywas (Li ay was, Li-ay-was) i Shyiks.

## Etnografija
Yakima Indijanci pleme su Platoa, što znači da im kulturu simbolizira ribolov na rijekama, napose losos, kopanje korijenja i sakupljanje raznih bobica, te trgovanje ovom robom s plemenima kojima je bila potrebna. Njihove nastambe bile su kožni tepee-šator ili nastamba od rogožine, a prelazili su i preko planina zbog lova na bizona. 
U današnje vrijeme Yakime i ostala konfederirana plemena žive od agrikulture. Danas su gotovo svi katoličke vjere.

## Vanjske poveznice
- Yakima Indian Tribe History
- Yakima  Arhivirana inačica izvorne stranice od 14. kolovoza 2007. (Wayback Machine)
- Yakima Indians
- Yakama Indian Nation  Arhivirana inačica izvorne stranice od 24. lipnja 2007. (Wayback Machine)